# Horst Dühring
Horst Dühring (* 12. März 1930 in Königsberg; † 2006 in Herford) war ein deutscher Sänger und Lehrer, der aber vor allem durch sein Hobby, den Architektur-Modellbau, internationale Bekanntheit erlangte. Seine Karton-Modelle werden in Museen ausgestellt und bestechen durch ihre Detailtreue.

## Leben
Horst Dühring wurde am 12. März 1930 in Königsberg (Ostpreußen) geboren und nach dem Krieg aus seiner Heimat vertrieben. Die dabei erlebten traumatischen Erfahrungen und der Verlust seiner Heimat hinterließen bei ihm seelische Narben, die Zeit seines Lebens nicht ganz heilen sollten. Die Familie fand danach in Thüringen eine neue Bleibe.
Horst Dühring wollte Architekt werden. Da er aber zu diesem Studium nicht zugelassen wurde, studierte er Schulmusik in Weimar. 1957 flüchtete er aus der DDR über Berlin nach Frankfurt am Main, wo er ein Gesangsstudium mit „Bühnenreife“ abschloss. Nach ein paar Auftritten erkannte er jedoch, dass der Bühnenstress nicht zu seinem Gemüt passte und wechselte daraufhin in den Schuldienst.
Seine Freizeit verbrachte er vielseitig künstlerisch, mit Malerei, dem Formen von Plastiken oder der Chor- und Orchesterarbeit. Internationale Bekanntheit erlangte er aber mit dem Architektur-Modellbau, mit dessen Hilfe er seine verlorene Heimat wieder auferstehen lassen konnte, und so einen Weg fand, seinen traumatischen Heimatverlust zu verarbeiten. Horst Dühring starb 2006 in Berlin und wurde in Herford beerdigt.

## Schaffen

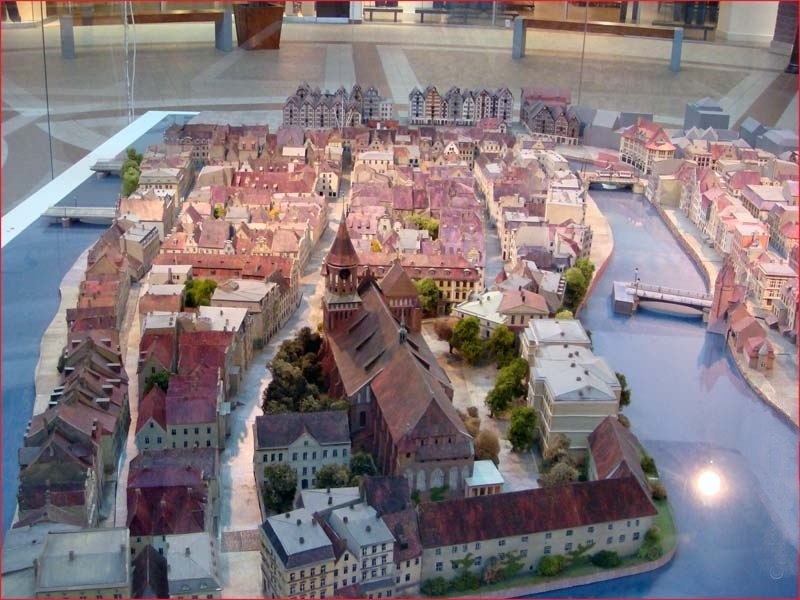
Modell der Dominsel des ehemaligen Königsbergs

Mit 41 Jahren begann er damit, seine verlorene Heimat im Maßstab 1:200 wieder aufzubauen. Er startete mit seiner Taufkirche und fertigte in den folgenden 26 Jahren insgesamt 48 detaillierte Modelle, durch welche er dem Betrachter die Vorkriegs-Altstadt von Königsberg präsentieren konnte. Das komplette Modell der Altstadt ist heute in Kaliningrads Museum zu bewundern, wofür sich Wilhelm von Boddien, dem letzten Willen Horst Dührings folgend, einsetzte.

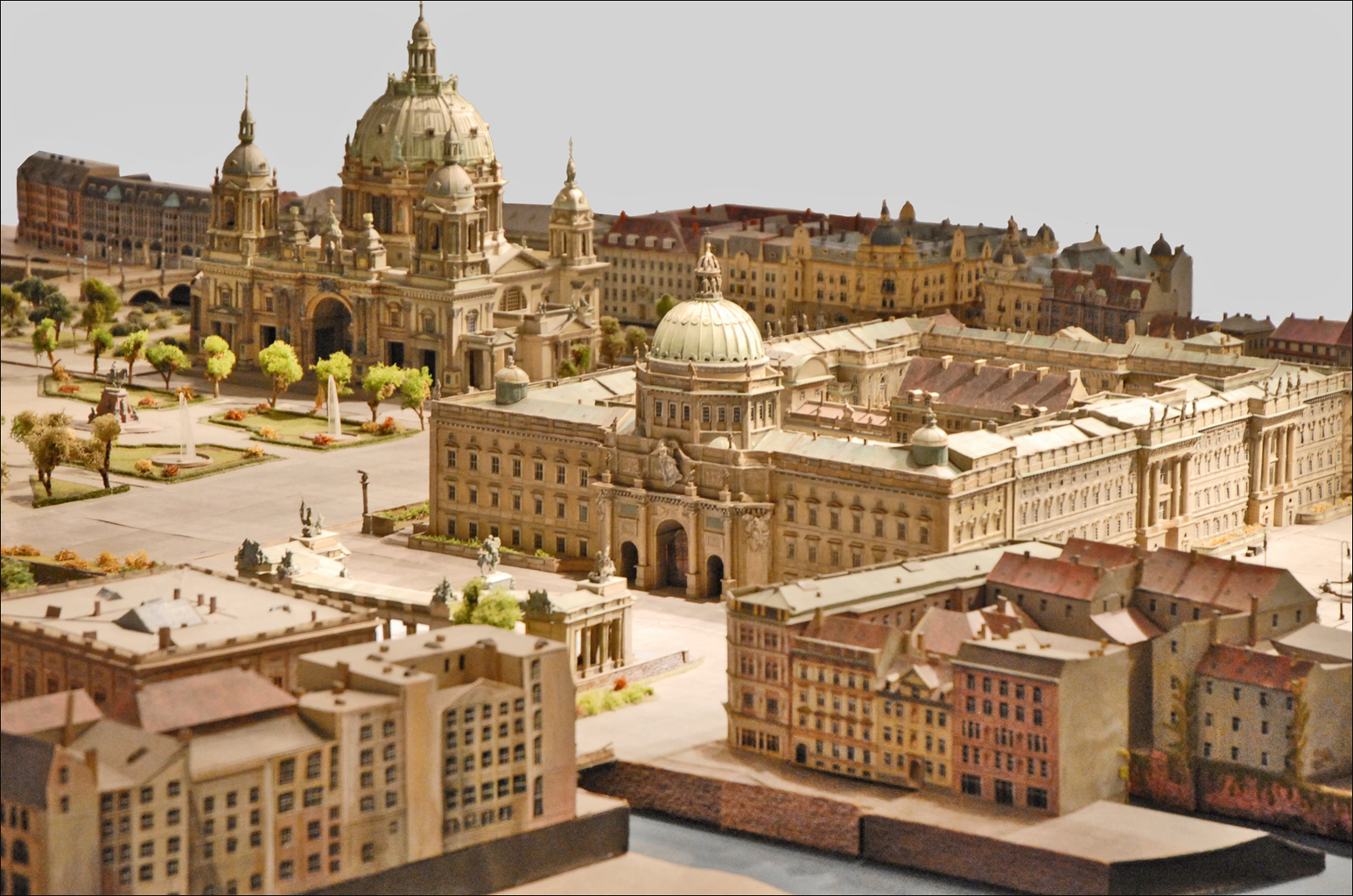
Modell des historischen Berlins um 1900

Horst Dühring schuf auch größtenteils das bekannte Modell der historischen Mitte Berlins. Als die Gesellschaft Historisches Berlin auf Fotos einiger seiner Berlin-Modelle aufmerksam wurde, nahm sie umgehend Kontakt zu ihm auf. Man bot ihm Ausstellungsräume, unterstützte ihn in seinem Umzug nach Berlin und darin, das Berliner Stadtzentrum der 1920er-Jahre zu komplettieren. Diese Modellgruppe mit dem Stadtschloss war bis 2019 in der Humboldt-Box, dem Informationszentrums des Humboldt-Forums, ausgestellt. 2021 zog sie in den Raum der Tourist-Information im Erdgeschoss des Humboldt Forums um.
1985 wurde Horst Dühring in Anerkennung der um Volk und Staat erworbenen besonderen Verdienste vom damaligen Bundespräsidenten Richard von Weizsäcker die Verdienstmedaille des Verdienstordens der Bundesrepublik Deutschland verliehen.